# Porcelette
Porcelette (in tedesco dal 1915 al 1918 Porzelet, dal 1940 al 1944 Grünwald) è un comune francese di 2 618 abitanti situato nel dipartimento della Mosella, nella regione del Grand Est.

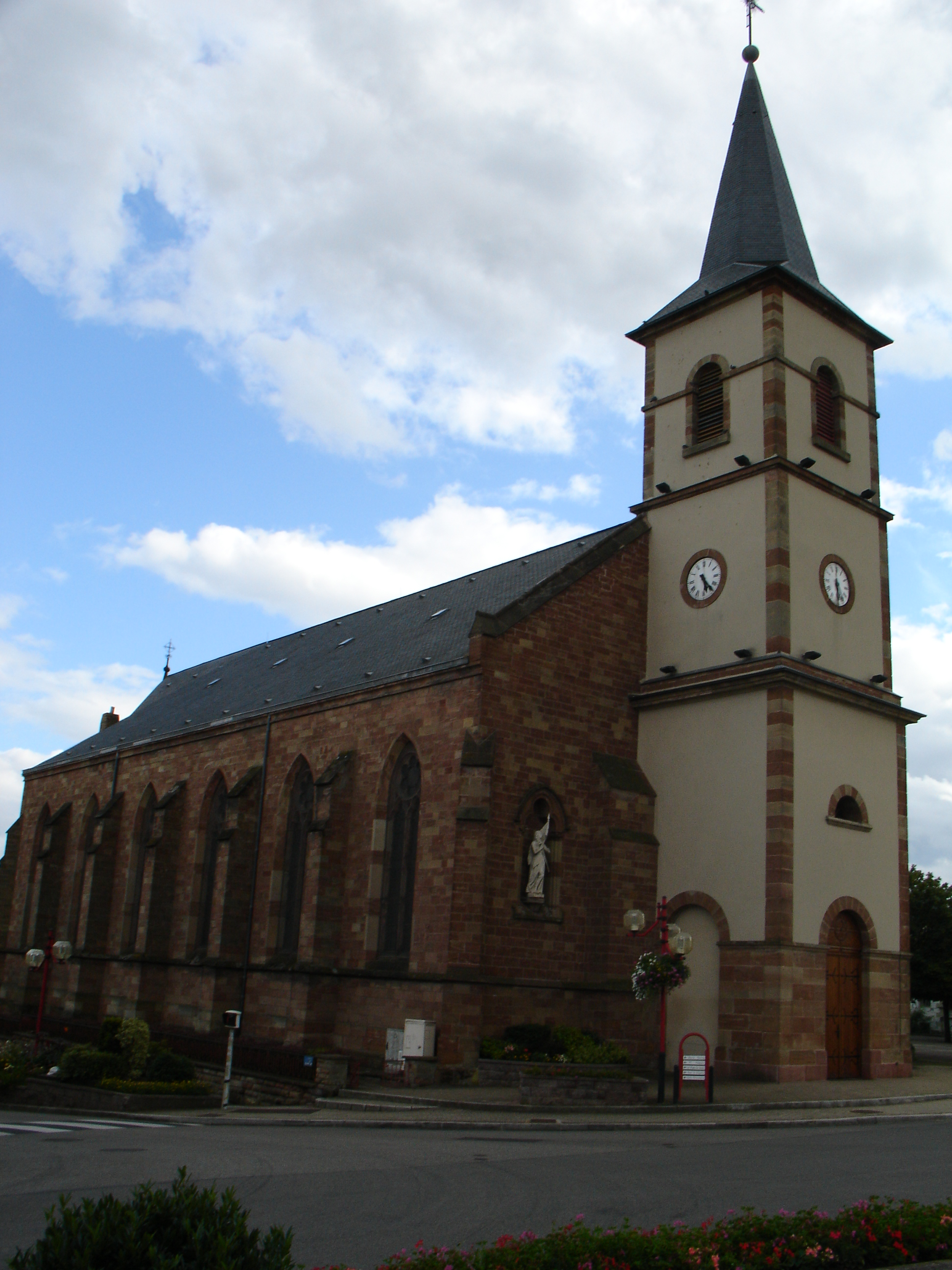
Chiesa di Sainte-Croix

## Società

### Evoluzione demografica
Abitanti censiti